# Anta de Pedra dos Mouros
L'Anta de Pedra dos Mouros, ou Anta do Senhor da Serra, est un dolmen situé dans la freguesia de Queluz e Belas (pt), sur le territoire de la municipalité de Sintra (district de Guarda, Portugal),.
Le mot anta est l'équivalent portugais d'« ante » (pilier terminal d'un temple grec ou romain), mais il est aussi employé pour désigner les pierres d'un dolmen ou le dolmen lui-même. Environ 5 000 structures mégalithiques de ce type ont été construites au Néolithique dans l'ouest de la péninsule Ibérique par les successeurs de la culture de la céramique cardiale ou Cardial.
Il est classé monument national depuis 1910 .

## Historique
Ce monument mégalithique remonte à la fin du Néolithique et au début du Chalcolithique (4 000-2 500 av. J.-C.). 
L'Anta de Pedra dos Mouros, l'Anta de Monte Abraão et l'Anta de Estria sont collectivement connues sous le nom d'Antas de Belas et ont été identifiées pour la première fois entre 1856 et 1876 par Carlos Ribeiro (pt), considéré comme le « père » de l'archéologie préhistorique portugaise. .

## Description
Il aurait été identifié pour la première fois en 1856 par Carlos Ribeiro, mais il n'eut l'occasion de procéder à des fouilles qu'en 1876, après avoir reçu l'approbation du propriétaire foncier, le marquis de Belas.
La chambre funéraire était alors déjà en mauvais état, ne comportant que trois orthostates in situ de soutien verticales, dont l'une portait apparemment deux figures anthropomorphes gravées. Le plus grand, incliné vers le nord, mesurait 5 m de long, 3,7 m mètres de large et 0,27 m d'épaisseur. Il était partiellement soutenu par un second morceau, de 4,5 m de long, 2 m de large et 0,25 m d'épaisseur, qui était en contact avec la troisième pierre, d'environ 4 m de large, mais qui ne s'élevait qu'à 1 m du sol, car elle était brisée. Aucun fragment n'était visible aux alentours. Lors des fouilles, Ribeiro a également découvert quatre dalles plus petites. Ribeiro et des études ultérieures (par Ferreira, G. et V. Leisner et Boaventura) ont produit des interprétations différentes de la structure exacte du sépulcre et de son orientation. 

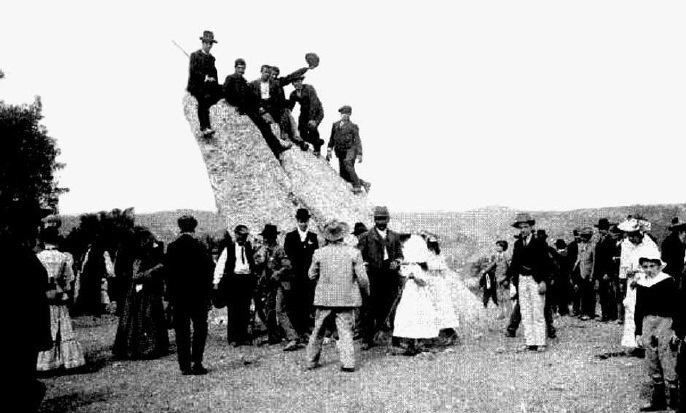
Le dolmen en 1905

Les objets découverts par Ribeiro lors de ses fouilles sont conservés au Musée géologique de Lisbonne. On y trouve notamment une hache en pierre, des outils en silex, des ustensiles domestiques, des vases et des ossements humains et animaux. Ribeiro a noté que le contenu de la tombe avait déjà été perturbé et que ses découvertes étaient « peu fructueuses ». Cette impression a été confirmée par la présence, dans le butin, d'une pièce de monnaie portugaise datée de 1741 et par des informations provenant d'habitants locaux qui ont informé Ribeiro que la tombe avait été pillée une décennie avant ses fouilles. Cependant, contrairement à l'opinion de Ribeiro (1880) et des auteurs ultérieurs, les objets collectés, bien que rares, permettent une compréhension globale de la tombe.
Le site fut longtemps un lieu de pèlerinage pour la population locale, la croyance voulant que les jeunes mariées qui glissaient le long de la pierre dominante puissent concevoir. Ces pèlerinages cessèrent en 1942, lorsque le propriétaire foncier en interdit l'accès. La pierre dominante fut retrouvée brisée en de nombreux morceaux en juin 2010 : on ignore si ce phénomène est dû à des actes de vandalisme ou à des explosions lors de la construction de la nouvelle autoroute A9, qui passe à proximité du dolmen.